# Volvo S40
La Volvo S40 è un'autovettura di classe media prodotta dalla casa automobilistica svedese Volvo. Ci sono state due serie di questa vettura, la prima delle quali è stata lanciata nel 1995, mentre la seconda è datata 2004. Dal 2012 la S40 non viene più prodotta.

## Prima serie (1995–2004)
Le prime S40 (berlina) e V40 (station wagon) venivano costruite nei Paesi Bassi nello stabilimento NedCar (ex DAF), in base a una joint venture tra Mitsubishi Motors Corporation e Volvo, prima che quest'ultima venisse acquistata da Ford. Era infatti basata sulla stessa piattaforma della Mitsubishi Carisma. Nonostante la piattaforma condivisa, la S40/V40 e la Carisma si differenziavano notevolmente, dato che dei circa 5 000 componenti della vettura, 4 000 risultavano differenti per le due vetture. Dei rimanenti, circa 650 venivano prodotti da Volvo e 350 da Mitsubishi.
La prima ad essere stata presentata fu la S40 al Salone di Francoforte nel Settembre 1995 mentre la versione station V40 fu lanciata al Motorshow di Bologna nel dicembre dello stesso anno. Poco dopo fu anche eletta in Italia "station più bella del Mondo".
Furono auto innovative per l'epoca perché per la prima volta la Volvo offriva di serie gli airbag laterali su una sua vettura. Rispetto alla precedente 460 la S40 abbandonava le linee squadrate della sua progenitrice e adottava linee arrotondate e eleganti e sportive allo stesso tempo; la V40 fu la prima station wagon compatta di casa Volvo.
Nel 2000 S40 e V40 ricevettero un restyling ("Fase II") in cui vennero introdotte numerose migliorie, tra cui l'iniezione diretta sui motori Diesel, nuove geometrie delle sospensioni, miglioramento dello sterzo e un leggero ridisegnamento del frontale, dei gruppi ottici posteriori e di alcuni particolari esterni e interni.
Le S40 e V40 erano equipaggiate con motori tutti 4 cilindri nelle configurazioni turbo-diesel 1.9 (di origine Renault) e benzina 1.6, 1.8, 2.0. Questi ultimi anche sovralimentati mediante turbocompressore (2.0T e T4). Versione con motore 1.8 era prodotta anche come BiFuel, con impianto GPL direttamente dalla casa madre. Con tasto LPG sulla plancia centrale, strumento con lancetta per visualizzazione livello gas al posto di termometro, e la spia verde LPG nel quadro strumenti. A causa del serbatoio in forma di ciambella ubicato nel baule, veniva fornita senza ruota di scorta. Per quanto riguarda la versione 1.8i, trattasi di un motore sviluppato da Mitsubishi con iniezione diretta di benzina che equipaggiò le Volvo S/V40 in virtù degli accordi commerciali tra la casa svedese e quella giapponese.
La prima versione di quest'auto è stata sottoposta nel 1997 al crash test dell'Euro NCAP ottenendo 4 stelle di valutazione.
Le due vetture ebbero molto successo (soprattutto la V40), grazie a un'elevata qualità unita a un prezzo piuttosto concorrenziale.

### Motorizzazioni
| Modello | Codice Motore | Cilindrata | Potenza                    | Coppia                  | Disponibilità |
| ------- | ------------- | ---------- | -------------------------- | ----------------------- | ------------- |
| 1.6     | B4164S        | 1587 cc    | 105 Cv (77 kw) @ 5500 rpm  | 143 N⋅m @ 4200 rpm      | 1997-2004     |
| 1.8     | B4184S        | 1731 cc    | 116 Cv (85 kW) @ 5500 rpm  | 165 N⋅m @ 4100 rpm      | 1995-2004     |
| 1.8i    | B4184SM       | 1783 cc    | 125 Cv (92 kW) @ 5500 rpm  | 174 N⋅m @ 3750 rpm      | 1998-2002     |
| 2.0     | B4204S        | 1948 cc    | 140 Cv (103 kW) @ 6000 rpm | 183 N⋅m @ 4500 rpm      | 1995-2001     |
| 2.0T    | B4204T        | 1948 cc    | 163 Cv (120 kW) @ 5250 rpm | 240 N⋅m @ 1800–4500 rpm | 1997-2003     |
| T4      | B4194T        | 1855 cc    | 200 Cv (147 kW) @ 5500 rpm | 300 N⋅m @ 2400–3600 rpm | 1997-2000     |
| T4      | B4204T5       | 1948 cc    | 200 Cv (147 kW) @ 5500 rpm | 300 N⋅m @ 2500–4000 rpm | 2000-2002     |

| Modello | Codice Motore | Cilindrata | Potenza                   | Coppia                  | Disponibilità |
| ------- | ------------- | ---------- | ------------------------- | ----------------------- | ------------- |
| 1.9 D   | D4192T        | 1870 cc    | 90 Cv (66 kw) @ 4250 rpm  | 176 N⋅m @ 2250 rpm      | 1996-1999     |
| 1.9 D   | D4192T2       | 1870 cc    | 95 Cv (70 kw) @ 4000 rpm  | 190 N⋅m @ 2000 rpm      | 1999-2000     |
| 1.9 D   | D4192T3       | 1870 cc    | 116 Cv (85 kw) @ 4000 rpm | 265 N⋅m @ 1750-3250 rpm | 2000-2004     |
| 1.9 D   | D4192T4       | 1870 cc    | 102 Cv (75 kw) @ 4000 rpm | 215 N⋅m @ 1750-3250 rpm | 2000-2004     |

## Seconda serie (2004–2012)

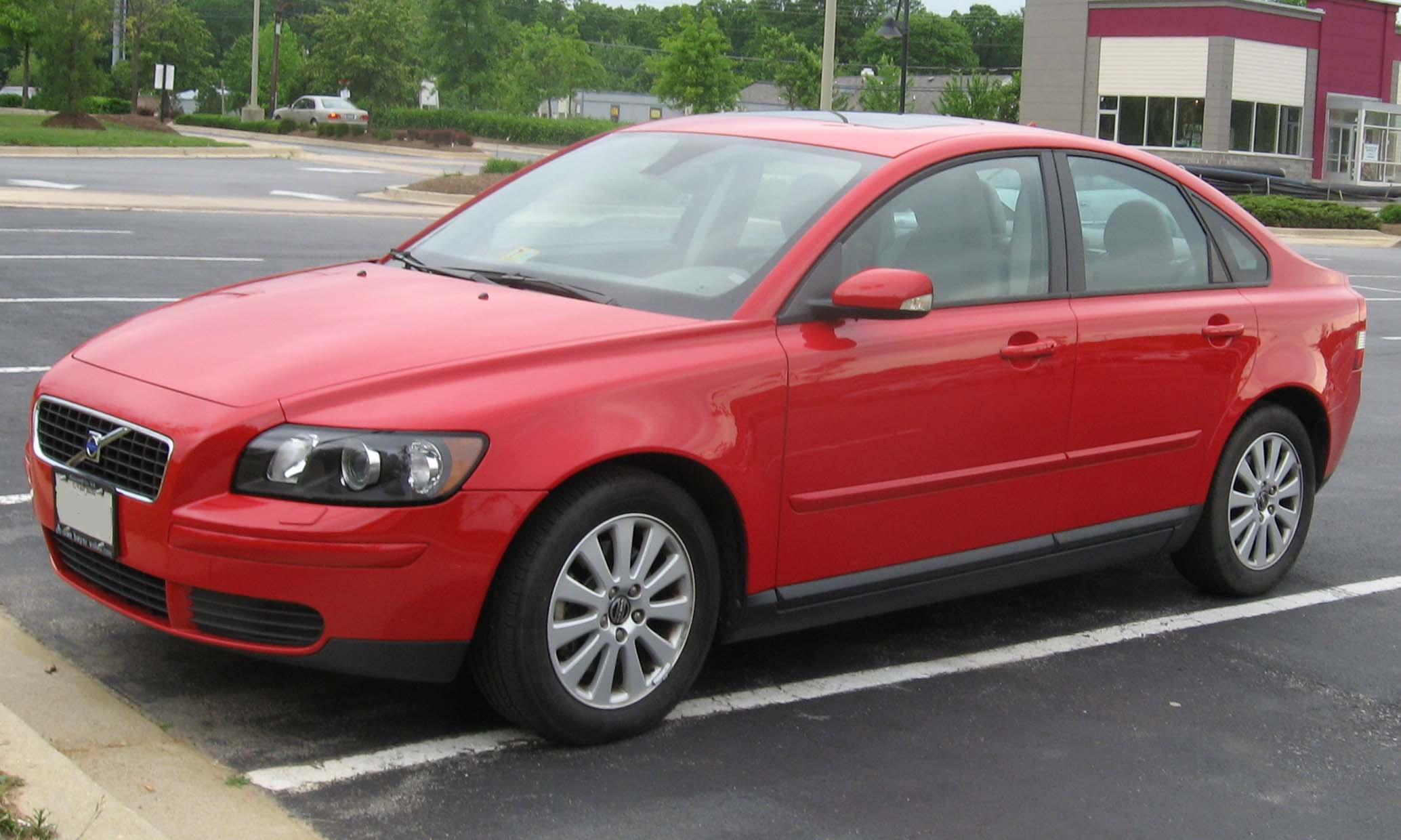
S40 seconda serie

Introdotta nel 2004, la seconda generazione della S40 è basata su piattaforma Ford C1 (sulla quale sono basate anche, ad esempio Ford Focus e Mazda 3) e viene costruita nello stabilimento di Gand in Belgio. La versione familiare assunse il nome di Volvo V50. Sebbene il telaio e la maggioranza delle componenti della vettura siano stati sviluppati da Volvo, le sospensioni sono state sviluppate da Ford, i motori Diesel da Ford-PSA (Peugeot) e i cambi da Mazda. Nel 2004 era disponibile con il propulsore da 2.400 cc cinque cilindri di origine Volvo erogante 140 CV e 220 nm di coppia a 3.500 giri minuto e nel 2006 è stata introdotta la motorizzazione cinque cilindri Diesel di origine Volvo. Nel giugno 2007 il modello ha subito un leggero restyling che ha interessato i gruppi ottici anteriori e posteriori e i fascioni paracolpi di entrambe le versioni, berlina e station wagon. La V50 è proposta sul mercato con tre allestimenti: kinetic, momentum e summum. Per quanto riguarda la sicurezza automobilistica, anche la seconda serie della S40 è stata sottoposta ai test dell'Euro NCAP nel 2004 raggiungendo la valutazione globale di 5 stelle.
Nel 2012 la vettura è stata sostituita dalla Volvo V40, nuova berlina 2 volumi.

### Motorizzazioni
| Modello     | Disponibilità | Motore  | Cilindrata (cm³) | Potenza         | Emissioni CO2 (g/km) | 0–100 km/h (secondi) | Velocità max (km/h) | Consumo medio (km/L) |
| 1.6         | dal 2004      | Benzina | 1598             | 74 kW (101 CV)  | 172                  | 13,8                 | 175                 | 13.1                 |
| 1.8         | dal 2004      | Benzina | 1798             | 92 kW(125 CV)   | 172                  | 10,9                 | 200                 | 13.1                 |
| 2.0         | dal 2004      | Benzina | 1999             | 107 kW (145 CV) | 176                  | 9,5                  | 210                 | 12.0                 |
| 2.4         | dal 2004      | Benzina | 2435             | 103 kW (140 CV) | 199                  | 9,9                  | 205                 | 11.1                 |
| 2.4i        | dal 2004      | Benzina | 2435             | 125 kW (170 CV) | 203                  | 8,2                  | 220                 | 10.8                 |
| 2.5 T5      | dal 2007      | Benzina | 2521             | 169 kW (230 CV) | 211                  | 7,2                  | 235                 | 10.0                 |
| 1.6 D DRIVe | dal 2004      | Diesel  | 1560             | 80 kW (109 CV)  | 99                   | 11,4                 | 195                 | 26.3                 |
| 1.6 D2      | dal 2010      | Diesel  | 1560             | 84 kW (115 CV)  | 114                  | 11,4                 | 195                 | 23.3                 |
| 2.0 D       | dal 2004      | Diesel  | 1997             | 100 kW (136 CV) | 152                  | 9,5                  | 210                 | 16.0                 |
| 2.0 D3      | dal 2010      | Diesel  | 1984             | 110 kW (150 CV) | 134                  | 9,5                  | 210                 | 19.6                 |
| 2.0 D4      | dal 2010      | Diesel  | 1984             | 130 kW (177 CV) | 134                  | 8,7                  | 220                 | 19.6                 |
| 2.4 D5      | dal 2006      | Diesel  | 2401             | 132 kW (179 CV) | 184                  | 8,5                  | 225                 | 13.2                 |